# Poduplaszki-Felső-Békás-tó
A Poduplaszki-Felső-Békás-tó (szlovákul Vyšné Bielovodské Žabie pleso) kis tó a Magas-Tátrában, a Poduplaszki-Békás-tavak völgyében, 1699 m tengerszint feletti magasságban. A felső tó párja a Poduplaszki-Alsó-Békás-tó.

## Neve
Nevével kapcsolatban lásd a Poduplaszki-Alsó-Békás-tó leírását. 
Fuchs Frigyes 1863-ban megjelent turistakalauzában az értelmetlen Nad mlinarom See = molnár feletti tó elnevezést használja. Eltekintve a hibrid szlovák-német tákolmány megkapó szócsoportosítástól, a terep jellegéből indulva ki, nehezen képzelhető el a Molnár felett egy tó. 